# پژوهشگاه فرهنگ و اندیشه اسلامی
پژوهشگاه فرهنگ و اندیشهٔ اسلامی، پژوهشگاهی است با شخصیت حقوقی مستقل، و در حکم نهاد عمومی و غیردولتی و غیرانتفاعی که طبق اساس‌نامه و سایر ضوابط و مقررات و مصوبات مربوط، فعالیت می‌کند. پژوهشگاه در سال ۱۳۷۳ تأسیس شده و مدت فعالیت آن از تاریخ تأسیس، نامحدود است. اساس‌نامه پژوهشگاه به تصویب شورای عالی انقلاب فرهنگی رسیده است.

## محل و اقامتگاه
مقر سازمان مرکزی پژوهشگاه، در کلان شهر تهران (تهران خیابان شهید بهشتی، خیابان شهید احمد قصیر، کوچه پژوهشگاه (دوم)، پلاک ۲) است. اگر چه عمده گروه‌های علمی آن در دفتر قم (قم، بلوار ۱۵ خرداد، کوی شهید میثمی) مستقر هستند.

## وظایف کلی پژوهشگاه
- تحقیق، تصنیف، تألیف، تدوین و ترجمه، در حوزه و قلمرو اهداف پژوهشگاه.
- تولید و انتشار دانشنامه، فرهنگنامه، کتب و مجلات علمی و نشریات فرهنگی و دیگر فراورده‌های مورد نیاز مخاطبان پژوهشگاه، به صورت چاپی، دیجیتالی و چندرسانه‌ای، و توزیع آنها در داخل و خارج کشور، با بهره‌گیری از انواع امکانات و روش‌های مناسب.
- مشارکت و مساعدت با نهادها و مؤسسات علمی و فرهنگی در داخل و خارج، و دستگاه‌های اجرایی کشور، در جهت هم‌افزایی یا تأمین نیازهای آنها، در حوزه و قلمرو اهداف پژوهشگاه.
- فعالیت در فضای مجازی و راه‌اندازی مؤسسات، سایت‌ها و سامانه‌های محتوایی و اطلاع‌رسانی مورد نیاز.
- مطالعه، پژوهش و فعالیت‌های علمی ـ فرهنگی در راستای اعتلای عقیدتی، اخلاقی، علمی و فرهنگی طبقات نخبه و نسل جوان.
- تشکیل دوره‌های آموزش عالی و برگزاری رشته‌های تخصصی در مقاطع تحصیلات تکمیلی و دکتری، طبق مقررات مربوط و با مجوز مراجع ذی‌صلاح از قبیل شورای عالی انقلاب فرهنگی، وزارت علوم، تحقیقات و فناوری، شورای عالی و مرکز مدیریت حوزه‌های علمیه کشور.
- برنامه‌ریزی و برگزاری همایش‌ها، جشنواره‌ها، هم‌اندیشی‌ها، نشست‌های علمی و فکری، کرسی‌های نظریه‌پردازی، نوآوری، نقد، مناظره و آزاداندیشی، و اعطای جوایز و نشان‌های علمی ـ فرهنگی در سطوح ملّی، منطقه‌ای و جهانی.
- ایجاد ارتباط و همکاری با سازمان‌ها، تشکل‌ها و شخصیت‌های علمی، فرهنگی و عضویت در مجامع و انجمن‌های معتبر ملّی، منطقه‌ای و بین‌المللی.
- فراهم آوردن امکانات و فناوری‌های مورد نیاز و مناسب اهداف و فعالیت‌های پژوهشگاه.
- تأسیس مؤسسات و مراکز وابسته و تابعه، برای تحقق اهداف و فعالیت‌های پژوهشگاه.[۳]

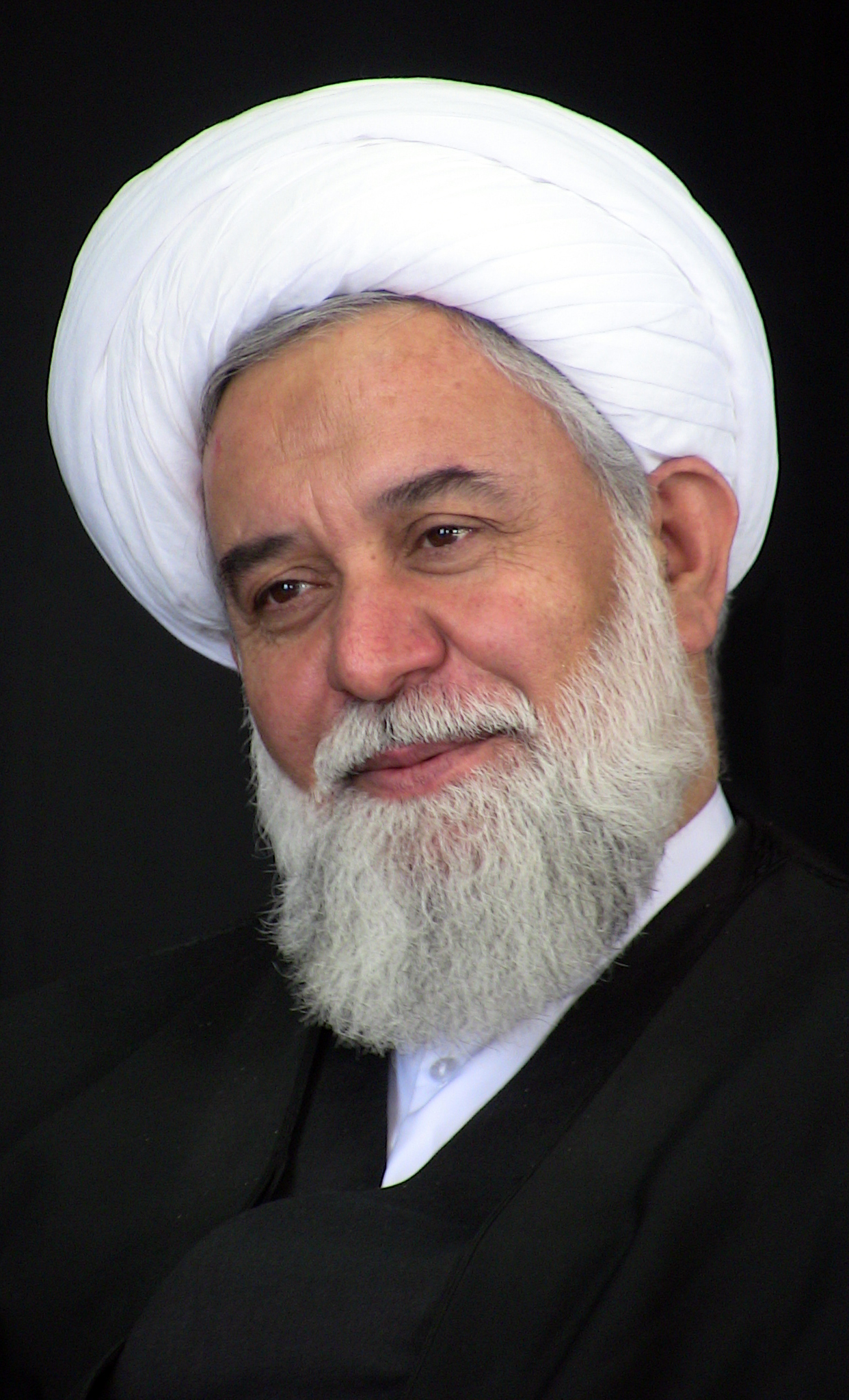

## مؤسس و رئیس
این پژوهشگاه با ابتکار و پی گیری علی‌اکبر رشاد در سال ۱۳۷۳ تأسیس شده است. ایشان از ابتدای تأسیس تا کنون به عنوان رئیس، بالاترین مقام اجرایی پژوهشگاه را نیز بر عهده داشته‌اند.

## جایگاه، وظایف و فعالیت‌های ارکان علمی پژوهشگاه
هم اکنون چهار پژوهشکده و یک مرکز پژوهش‌های جوان، در مجموع شانزده گروه علمی و یک قطب علمی (قطب علمی فلسفه دین)، در رشته‌های مختلف پژوهشی فعالیت دارند. محور اصلی فعالیت‌های پژوهشگاه در گروه‌های علمی ساماندهی می‌شود. وظیفه اصلی گروه‌های علمی طراحی و اجرای تحقیقات مشتمل بر انجام اموری چند است: تهیهٔ ساختار منطقی مباحث و موضوعات تحقیق، تهیه فهرست حوزه‌های تمحض علمی و عنوان‌های مطالعاتی و تحقیقاتی، اولویت‌گذاری، تعریف و تهیه پیش‌طرح، تأیید صلاحیت محققان، ارزیابی و تصویب طرح‌های تحقیقاتی، نظارت بر حسن جریان اجرای تحقیقات، و ارزیابی و تأیید نهایی حاصل تحقیق. گذشته از اجرای تحقیقات، مجموعه‌ای از برنامه‌ها و فعالیت‌های علمی برای گروه‌ها تعریف شده است، که عبارتند از: تهیه مقاله برای مجلات علمی و مجلات ISI و ISC و دانشنامه‌ها و همایش‌ها، برگزاری کارگاه‌های آموزشی تخصصی کوتاه مدت، طراحی و اجرای همایش در سطوح بین‌المللی، فرا ملی و ملی، برگزاری هم‌اندیشیها و نشستهای علمی و جلسات نقد کتاب، اجرای گفتگوهای علمی انتقادی با مبادی تفکرات جهانی رقیب و مرابطه‌های علمی با تفکرات جهانی همسو، تهیه مجلات و مجموعه مقالات علمی، تأسیس انجمن‌های علمی و قطب‌های علمی و...
در حال حاضر حدوداً دویست محقق حوزوی و دانشگاهی به صورت عضویت تمام‌وقت و پاره وقت در هیئت‌های علمی گروه‌ها و حدود سیصد و پنجاه محقق حوزوی و دانشگاهی در اجرای تحقیق و تألیف مقاله به صورت پروژه‌ای با بخش‌های تحقیقاتی پژوهشگاه همکاری می‌کنند.

## مخاطبان
مخاطبان پژوهشگاه برحسب حدود سنی و علمی، به دو گروه زیر تقسیم می‌شوند:
- دانشوران و نخبگان فکری، علمی و اجتماعی.
- جوانان و دانشجویان.

## پژوهشکده دانشنامه نگاری دینی
- دانشنامه امام علی: دانشنامه امام علی به‌عنوان گام اول این پروژه از ابتدای سال ۱۳۷۹ تا اواخر سال ۱۳۸۱ در کمتر از بیست ماه طراحی، نگارش و به طبع رسید. این دانشنامه در زمینه شخصیت، سیره و اندیشه‌های امیرالمؤمنین علی‌بن ابیطالب علیه‌السلام، و پدیده‌های معاصر و پس از عصر آن حضرت که پیوندی وثیق با شخصیت و مکتب ایشان دارد، در شش‌هزار صفحه و دوازده جلد سامان یافته است و شامل یکصدوسی مدخل اصلی، و حدود سه‌هزار مدخل فرعی است که با همکاری بیش از دویست تن از دانشوران و استادان حوزه و دانشگاه تألیف شده‌است. این اثر ضمن دریافت نشان برتر علمی از اکثر جشنواره‌های معتبر علمی کشور، در مدت زمان کوتاه به چاپ پنجم رسیده است.[۶]پرونده:Encyclopaedia of Imam Ali2.JPG

- دانشنامه قرآن شناسی: دانشنامه قرآن شناسی، با ساختار موضوعی و تحت سرپرستی علی اکبر رشاد، مشتمل بر متجاوز از هشتصد مدخل کلان در مورد قرآن است. طراحی و تحقیق مرحله نخستین دانشنامه از ابتدای تابستان سال ۱۳۸۱ شمسی و سفارش و تدوین مقالات آن از سال ۱۳۸۲ شمسی آغاز شده است. مجلدات ۱ و ۲ (قرآن شناخت) از بخش اول این دانشنامه در حال آماده‌سازی نهایی است.
- دانشنامه فاطمی: دانشنامه‌ای است ساختار موضوعی و مشتمل بر یک‌صد و هفده مدخل اصلی در دو محور: ۱. تبیین زندگانی، سیره و تعالیم حضرت فاطمه زهراعلیه‌السلام ۲. تحلیل مباحث مربوط به زن، خانواده و موضوعات اساسی معطوف به این دو مقوله با استناد به منابع اندیشهٔ دینی و با توجه به آرای جدید و نظرها و نیازهای معاصر. این دانشنامه در شش جلد به چاپ رسیده است. پرونده:Encyclopaedia of Imam Ali3.JPG

- دانشنامة نبوی: دانشنامه نبوی، گسترده نگاشته‌ای است که با نگرش نظام مند، مباحث مربوط به نظام‌های مطلوب فقهی –حقوقی، اخلاقی و رفتاری در حوزه‌های مختلف را با بهره‌گیری از سیره و سنت نبوی مورد مطالعه قرار می‌دهد. این دانشنامه که مقدمات آن از سال ۱۳۸۶ آغاز شد قصد دارد، با رویکردی راهبردی، افزون بر استفاده از یافته‌های علمی موجود، افق‌های نوین حوزه‌های دانش را بگشاید.[۷]

## قطب علمی فلسفه دین
با توجه به فعالیتهای گسترده در رشته فلسفه دین و عنایت خاص به توسعه و تأسیس فلسفه دین اسلامی، پژوهشگاه به تأسیس قطب علمی فلسفه دین همت گماشت و مجوز آن از سوی وزارت علوم، تحقیقات و فناوری صادر شد. اعضای هسته اصلی این قطب عبارتند از: علی‌اکبر رشاد، عبدالحسین خسروپناه، ابوالفضل ساجدی، حمیدرضا شاکرین، علیرضا قائمی‌نیا، محمدحسن قدردان قراملکی و محمد محمدرضایی.

## پژوهش‌های کلیدی
اهمّ این پژوهش‌ها عبارتست از:
1. توسعه منطق فهم دین و متدلوژی‌های پنج‌گانه، محقق محوری: علی‌اکبر رشاد، گروه منطق فهم دین.[۹]
2. فلسفه فلسفه اسلامی، محقق: عبدالحسین خسروپناه، گروه فلسفه.[۱۰][۱۱]
3. ساماندهی و توسعه مطالعه فلسفه فقه، ابوالقاسم علیدوست، گروه فقه و حقوق.[۱۲][۱۳]

## مجلات علمی
پژوهشگاه فرهنگ و اندیشه اسلامی و مؤسسات علمی وابسته در حال حاضر هفت مجله با عنوان‌های: «قبسات» (از تاریخ ۱۳۷۹/۰۳/۰۱ تا تاریخ ۱۳۸۶/۰۲/۳۱ دارای رتبه علمی-ترویجی و از تاریخ ۱۳۸۶/۰۳/۰۱ دارای رتبه علمی-پژوهشی است.)، «اقتصاد اسلامی» (علمی پژوهشی و ISC)، «حقوق اسلامی» (علمی ـ پژوهشی)، «ذهن»، «کتاب نقد»، «زمانه» و «حاشیه» را تهیه و منتشر می‌کنند. سه مجله نخست دارای درجه علمی – پزوهشی از وزارت علوم، تحقیقات و فناوری و مجله چهارم دارای درجه علمی- پژوهشی از حوزه علمیه می‌باشند.

## موسسات وابسته

### کانون اندیشه جوان
کانون اندیشه جوان موسسه‌ای فرهنگی هنری وابسته به پژوهشگاه است که مأموریت تبیین، تبلیغ و ترویج گفتمان انقلاب اسلامی را برای جوانان ۱۶ تا ۲۸ سال برعهده دارد. ضرورت پرداخت علمی ـ کاربردی به مباحث فکری و بایستگی تبیین زیرساختهای اندیشه دینی و نظامات اجتماعی اسلام برای آینده‌سازان کشور، و نیز لزوم آسیب‌شناسی در حوزه فرهنگ و باورداشت‌های دینی و پاسخگویی به شبهات مطرح به منظور صیانت از هویت فرهنگی و سلامت عقیدتی نسل جوان، از دلایل تأسیس کانون در سال ۱۳۷۷ بوده است.

### مؤسسه علمی پیوست‌نگاری فرهنگی
پژوهشگاه فرهنگ و اندیشه اسلامی در راستای فعالیت‌های خود در زمینه مهندسی فرهنگی، اقدام به تأسیس «مؤسسه علمی پیوست‌نگاری فرهنگی» در سال ۱۳۸۹ نموده است تا از این رهگذر به صورت سازمان یافته، اندوخته‌های علمی خود و سایر صاحب‌نظران کشور را در اختیار مدیران اجرائی کشور قرار دهد.

### سازمان انتشارات پژوهشگاه
از دیگر موسسات تابعه پژوهشگاه است که در راستای اهداف کلان پژوهشگاه به فعالیت‌های انتشاراتی می‌پردازد. «سازمان» متصدی آماده‌سازی، چاپ و توزیع آثار پژوهشگاه و موسسات وابسته می‌باشد.

### مؤسسه فرهنگی اندیشه معاصر (فام)
موسسه‌ای است وابسته به پژوهشگاه که با هدف نشر آثار برگزیده مؤلفان و مترجمان حوزه‌های مرتبط با فعالیت پژوهشگاه تأسیس شده است. چاپ و نشر ده‌ها کتاب، رساله، جزوه تحقیقی و پژوهشی و انتشار ماهنامه زمانه، از جمله فعالیت‌های این مؤسسه به‌شمار می‌آید.